# Acalolepta montana
Acalolepta montana là một loài bọ cánh cứng trong họ Cerambycidae.